# Требеля
Требеля (словац. Trebeľa) — річка в Словаччині, права притока Роняви, протікає в округах Кошиці-околиця і Требишів.
Довжина — 15.3 км. Витік знаходиться в масиві Солоні гори — на висоті 790 метрів. Впадає Острий потік. Протікає територією сіл Сланська Гута; Новий Салаш; Калша та Слівнік.
Впадає в Роняву на висоті 147 метрів.